# Università Cergy-Pontoise
L'Università Cergy-Pontoise (Université Cergy-Pontoise o UCP) è un istituto universitario francese fondata nel 1991.

## Insegnamento
- Diritto
- Economia e Amministrazione
- Lingue e Studi Internazionale
- Scienza e Tecnologia
- Istituto di studi politici di Saint-Germain-en-Laye (in collaborazione con l'Università di Versailles Saint Quentin en Yvelines)[2].

## Direttori
- Bernard Raoult (1991-1999)
- René Lasserre (1999-2004)
- Thierry Coulhon (2004-2008)
- Françoise Moulin Civil (2008-2012)
- François Germinez (dal 2012)